# Rodrigo de Ávila
Rodrigo de Ávila (falecido em fevereiro de 1492) foi um prelado católico romano que serviu como bispo de Plasencia de 1470 a 1492.

## Biografia
No dia 29 de janeiro de 1470, Rodrigo de Ávila foi nomeado durante o papado de Paulo II como Bispo de Plasencia, onde serviu como bispo até à sua morte em fevereiro de 1492.